# يامابوشي

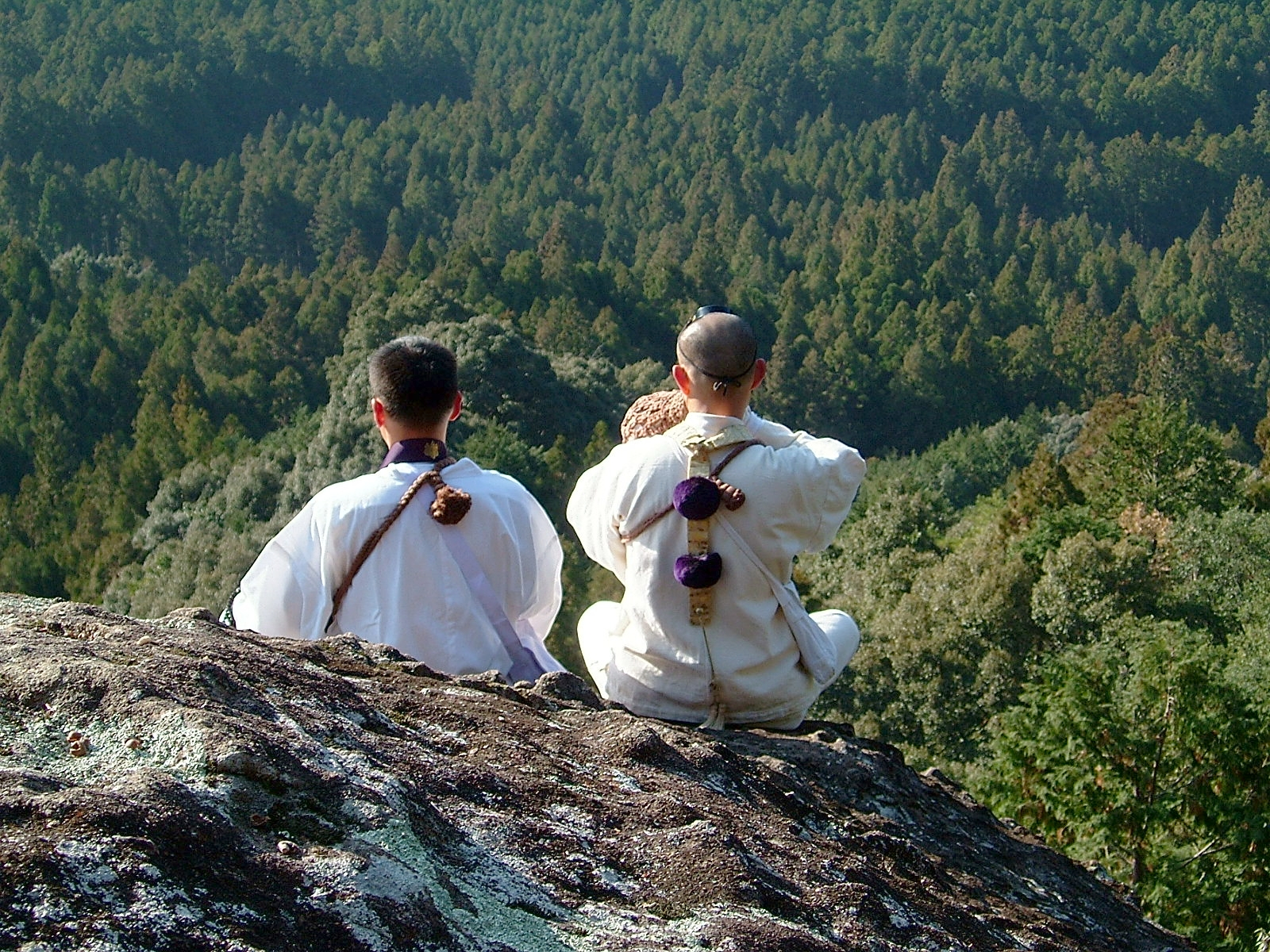
كوشو تاتيشي في كومانو

يامابوشي (باليابانية 山伏 وتعني الشخص الذي يسجد بنفسه على الجبل) هم ناسكون زهاد جبال يابانيون يعتقد على حسب معتقد صوفي ياباني تقليدي أنهم يتمتعون بقوى خارقة للطبيعة. وهم يتبعون عقيدة الشوجيندو التي هي تكامل للبوذية الباطنية (فاجرايانا) لطائفة الشينجون مع بوذيي تينداي وعناصر الشنتو. ورغم أنهم منعزلون في أغلب الأحيان، إلا أنهم كونوا اتحادات بلا تنظيم وجمعيات مع معابد محددة، واشتركوا كذلك في المعارك والمناوشات بين رهبان الساموراي والسوهي المحاربين في مناسبات محددة. وتعود أصول اليامابوشي إلى اليامابيتو المنعزلين وبعض الهيجيري (باليابانية 聖) من القرنين الثامن والتاسع. وقد كان تعليمهم متقاطعًا مع أسلحة الساموراي ومقاربة اليامابوشي الروحية للحياة والقتال.
وفي المصطلح الحديث، فإن المصطلح أوباسوكو-يامابوشي يدل على عامة متدربي الشوجيندو. الديانة تضع توضيحًا ثقيلا على الزهد ومآثر التحمل، وكذلك اليامابوشي مرتدو الثوب الأبيض الزعفراني الذين يحملون بوق المحار لا يزالون يُرون قرب موقع ديوا سانزان المقدس لدى الشوجيندو وفي جبال كومانو وأوميني.

## التاريخ
بدأ اليامابوشي بصفتهم ياماهوشي وجماعات منعزلة (أو أفرادًا منعزلين) من ناسكي الجبال والزهاد وكذلك «الرجال المقدسون» الذين اتبعوا طريق الشوجيندو، وهو البحث عن قوى روحية أو صوفية أو خارقة للطبيعة يمكن الحصول عليها عن طريق الزهد. هذا الطريق قد يكون أو قد لا يكون له أي مؤسس؛ لأن الأساطير التي تحيط بالإن نو غيوجا كثيرة جدًّا ومعقدة، وهو مشابه نوعًا ما لمرلين ياباني في هذه الطريقة. الرجال الذين اتبعوا هذا الطريق عرفوا بالعديد من الأسماء مثل كينجا وكينزا وشوغينجا. هؤلاء المتصوفون الجبليون اشتهروا بقدراتهم السحرية ومعرفتهم بالتنجيم وكانوا يسعون بصفتهم معالجين أو وسطاء بالرغم من أن الجينجا (مزارات الشنتو) قد حفظت هذا الدور خصوصا للعذارى اللاتي يعرفن باسم ميكو.
أغلب هؤلاء الزهاد، بالإضافة إلى حبهم الشديد للشوجيندو، درسوا تعاليم طائفة تنداي البوذية، أو طائفة الشينغون التي أسسها كوكاي في القرن الثامن الميلادي. كانت بوذية شينغون من أهم الطوائف الأولية للميكيو (باليابانية 密教) أو البوذية الباطنية التي طبقًا لها يوجد التنوير في الانفراد والخلوة ودراسة النفس والتأمل فيها كما الطبيعة والصور الباطنية التي تسمى ماندالا. كل من طائفتي الشينغون والتنداي عدوا الجبال المكان المناسب لهذا النوع من الخلوة وتأمل الطبيعة.
في خلواتهم الجبلية، لم يدرس هؤلاء الرهبان الطبيعة والنصوص أو الصور الروحية أو الدينية فحسب، بل درسوا كذلك مجموعة من الفنون القتالية. ما إذا كان شعورهم بالدفاع عن أنفسهم ضد قُطَّاع الطرق أو الرهبان الآخرين أو جيوش الساموراي أمر مشكوك فيه، لكن فكرة دراسة الفنون القتالية باعتبارها وسيلة لتحسين الشخص عقليًّا وروحيًّا لا بدنيًّا فحسب كانت محورًا للثقافة اليابانية، غير العقائد المحددة لطائفة دينية أو أخرى. ومن هنا، فمثل السوهي تمامًا، صار اليامابوشي محاربين تمامًا كما كانوا رهبانًا.
مع تنامي سمعة معرفتهم وتبصراتهم الصوفية ونمو منظمتهم بشدة، بدأ أغلب سادة التخصصات التنسكية يُعَيَّنون في مناصب روحية عالية بالتسلسل الهرمي للمحكمة. بدأ الرهبان والمعابد يكسبون النفوذ السياسي. وفي فترة نانبوكو-تشو في القرنين الثالث عشر والرابع عشر الميلاديين كون اليامابوشي جماعات منظمة تسمى كونشا، وهذه الكونشا جنبًا إلى جنب مع السوهي والرهبان الآخرين بدؤوا في أخذ الاتجاه من المعابد المركزية لطوائفهم. وقد ساعدوا الإمبراطور غو-دايغو في محاولاته لإسقاط شوغونية كاماكورا، وقد أثبتوا مهاراتهم الحربية ليكونوا على أهبة الاستعداد لمقاتلة جيوش الساموراي المتقدمة.
بعد بضعة قرون، وفي فترة سينغوكو، يمكن أن يوجد اليامابوشي بين جيوش ومستشاري كل المتنافسين الكبار على حكم اليابان. بعض اليامابوشي بقيادة تاكيدا شينغن ساعدوا أودا نوبوناغا ضد أوئيسوغي كنشين وكان ذلك عام 1568، بينما الآخرون بما فيهم رئيس الدير سيساي تشورو، نصحوا توكوغاوا إياسو. العديد قاتلوا بجانب حلفائهم من الرهبان، الإيكو-إيكي، ضد أودا نوبوناغا الذي قضى عليهم أخيرًا ووضع لهم حدًّا لعصر المحاربين الرهبان.
عمل اليامابوشي أيضًا بصفتهم سينداتسو، أو أدلاء جبال روحيون لزوار الأماكن المقدسة على طول كومانو كودو إلى كومانو سانزان، بما فيهم الأباطرة والأرستقراطيون المتقاعدون.

## اقرأ أيضًا
Ratti، Oscar؛ Westbrook، Adele (1999). Secrets of the Samurai: A Survey of the Martial Arts of Feudal Japan. Castle Books. ISBN:0785810730.{{استشهاد بكتاب}}:  صيانة الاستشهاد: التاريخ والسنة (link)

## وصلات خارجية
- Yamabushi Training Program (in Japanese)
- Yamabushi Training Program for international visitors
- web site on Yamabushi & Shugendo, in English & French
- Shugendo Kenjaku, Yamabushi monk, yoga and astrologer website.
- Shugendo Picture & Information sites in Austria from Yamabushi Monk Christian Grübl